# Rita Hayworth: The Love Goddess
Rita Hayworth: The Love Goddess (br A História de Rita) é telefilme estadunidense de 1983 dirigido por James Goldstone e estrelado por Lynda Carter no papel de Rita Hayworth. O roteiro de E. Arthur Kean, é baseado em uma biografia de John Kobal.

## Sinopse
O símbolo sexual dos anos 40 e 50, Rita Hayworth despertou paixões dentro e fora da tela. A trajetória desta grande estrela de Hollywood foi marcada por muitas glórias e grandes decepções.

## Elenco
- Lynda Carter ... Rita Hayworth
- Aharon Ipalé  ... Aly Khan
- Alejandro Rey ... Eduardo Cansino
- Dave Shelley ... Vincent Sherman
- Edward Edwards ... Orson Welles
- Hildy Brooks ...  maquiadora
- Ivan Bonar ...  Howard Hawks
- James T. Callahan ....  diretor de teste
- Jane Hallaren ... Virginia Van Upp
- Joe Dorsey ...  Winfield Sheehan
- John Considine ...  Ed Judson
- Julian Fellowes ...  motorista de Aly Khan
- Lindsey Ginter ...  John Rayborn
- Michael Lerner ...  Harry Cohn
- Philip Sterling ...  Joseph Schenck
- Ron Frazier ...  Freddie Rice

## Recepção
O New York Times escreveu que "a carreira da senhorita Hayworth abrangeu cerca de 60 filmes, mas The Love Goddess menciona apenas cerca de meia dúzia. Miss Carter tenta capturar alguns dos atrativos especiais de Rita Hayworth em frente a câmera. O problema é que ela tem que tentar muito. Seu número "Put the Blame on Mam" de Gilda é uma representação inadequada. O único antídoto é voltar e assistir algum dos filmes originais de Hayworth. Eles ainda são especiais".